# Alfred Binet
Alfred Binet, nacido Alfredo Binetti (Niza, 8 de julio de 1857-París, 18 de octubre de 1911) fue un pedagogo, grafólogo y psicólogo francés. Se le conoce por su esencial contribución a la psicometría y a la psicología diferencial como diseñador del test de predicción del rendimiento escolar, en colaboración con Théodore Simon, que fue base para el desarrollo de los sucesivos test de inteligencia.
El test tenía como finalidad práctica y única la de identificar a escolares que requerían una atención especial. Tenía la esperanza de que su test se utilizaría para mejorar la educación de los niños, aunque temía que se empleara para etiquetarlos y en consecuencia se limitaran sus oportunidades. Binet jamás hubiera aceptado que el test que diseñó como una guía práctica para identificar a niños con aprendizaje lento que necesitaban ayuda especial pronto fuera utilizado como una medición numérica de la inteligencia heredada.

## Origen y educación
Alfred Binet nace el 8 de julio de 1857 en Niza bajo el nombre de Alfredo Binetti como el único hijo de un médico y una artista. Estos se separan siendo Binet muy joven y se traslada definitivamente con su madre a París.
Al final de sus estudios secundarios en el Liceo Louis-le-Grand de París, inicia sus estudios en Derecho y obtiene su título en 1878.
En 1884, Binet se casa con la hija del embriólogo Balbiani e inicia sus estudios de Ciencias Naturales en La Sorbona bajo la dirección de su suegro. Sin embargo, no estaba demasiado interesado en su educación formal, por lo que acudía a la Biblioteca Nacional de París para formarse por su cuenta. Allí comenzó a leer artículos y obras sobre Psicología. Pronto quedó fascinado por autores como Charles Darwin, Alexander Bain o John Stuart Mill, cuya teoría sobre la inteligencia permitía explicar las leyes del asociacionismo. A pesar de ser consciente de las limitaciones de esta teoría, las ideas de Mill siguieron influenciándole.

## Investigaciones sobre la hipnosis
En 1883, tras años de formación formal y autodidacta, es presentado a Charles Fere, quien le conduce al entonces director del laboratorio neurológico del Hospital de la Pitié-Salpêtrière de París, Jean-Martin Charcot, que pasa a ser su mentor. Obtiene así su primer trabajo remunerado como investigador en la clínica. Para entonces, Charcot estaba investigando sobre la hipnosis, lo cual tuvo gran influencia sobre Binet, que llegó a publicar cuatro artículos sobre su trabajo en este campo. Él y su colaborador Fere identificaron un fenómeno al que denominaron transferencia y la polarización perceptiva y emocional.
Desafortunadamente para Binet, las conclusiones obtenidas en sus investigaciones con Fere y Charcot no pasaron el escrutinio profesional. Se descubrió que los sujetos de estudio supuestamente hipnotizados conocían lo que se esperaba de ellos, sabían lo que se suponía debía ocurrir, y, simplemente, lo hacían. Charcot obligó a Binet a reconocer públicamente su error en lugar de hacerlo él como director de la investigación, para salvaguardar su imagen. Durante los casi siete años que trabajó allí, Binet aceptó y obedeció todos los dictados de Charcot, aprendiendo así a proceder en las investigaciones guiado por el método científico y a desarrollar una visión crítica de los hallazgos obtenidos en las pruebas, compensando de esta manera las carencias de su formación autodidacta. Tras tener que retractarse de la investigación donde lo había arriesgado todo, se marchó del laboratorio de La Salpêtrière y no volvió a mencionar ni al laboratorio ni a su director.

## De aprendiz a mentor
Sus intereses en la hipnosis menguaron como consecuencia de su intento fallido por lograr la aceptación por la comunidad y por tener que retractarse de las conclusiones obtenidas en sus investigaciones en el campo. Es entonces cuando el nacimiento de sus hijas Madeleine (1885) y Alice (1887) le proporcionan un nuevo tema de estudio, y los intereses de Binet comienzan a girar en torno al desarrollo cognitivo.
En 1890 conoce a Henri Beaunis que había creado un laboratorio de psicofisiología en 1889 y del que es director, ofreciendo a Binet el puesto de investigador y director asociado del Laboratorio Experimental de Psicología de La Sorbona. De esta manera, Binet comienza a investigar sobre la relación entre el desarrollo físico y el intelectual y pronto comienza a introducir estudiantes en el campo de los procesos mentales.
En 1894 funda junto con Beaunis la revista anual francesa sobre psicología L'Annee Psychologique, ocupando el cargo de director y editor jefe de la revista.
Más tarde asciende a director del laboratorio en sustitución de Beaunis, cargo que desempeñará hasta su muerte.
Fascinado por sus trabajos, Théodore Simon, psiquiatra interno en la colonia de Perray-Vaucluse, establece contactos con Binet en 1892 con respecto a sus estudios con los niños "anormales" de los que se encarga. Binet accede a tutorizar la tesis doctoral de Simon en el tema, quien la consigue en 1900, siendo el comienzo de su larga y fructífera relación.

## Investigaciones sobre el ajedrez
En 1894, gozando ya de independencia en sus investigaciones, dirigió uno de los primeros estudios psicológicos cuyo tema central giraba en torno al ajedrez. Su objetivo era investigar las facultades cognitivas de los ajedrecistas. Binet hipotetizó que la habilidad para jugar al ajedrez viene determinada por las cualidades fenomenológicas de la memoria visual, pero tras comprobar los resultados de las pruebas, llegó a la conclusión de que la memoria no es más que una parte más de todo el fenómeno cognitivo que interviene en el desarrollo de la partida.
Las pruebas consistían en privar a los jugadores de visión durante toda la partida, obligándolos a jugar de memoria. Binet descubrió que los jugadores amateur e incluso los que llevaban algo más de tiempo jugando encontraron imposible la tarea. Sin embargo, los jugadores expertos y campeones no tenían problema alguno para jugar en estas circunstancias. A pesar de ello, se percató que para ser un gran ajedrecista hacía falta experiencia y creatividad además de memoria visual, puesto que el jugador podía presentar una memoria visual excepcional y tener un juego torpe.
La línea de investigación psicológica sobre el ajedrez que inició fue retomada más adelante por otros autores como Reuben Fine (1950s) o Adriaan de Groot (1960s).

## Investigaciones sobre el desarrollo intelectual
El nacimiento de sus hijas Madeleine (1885) y Alice (1887) proporciona a Binet un nuevo tema de estudio. Durante estos 21 años tras abandonar las investigaciones de Charcot, Binet publica gran cantidad de libros y artículos sobre psicología experimental, evolutiva, social, educacional y diferencial.
La investigación que Binet realizó con sus hijas lo ayudó a desarrollar su concepto de Inteligencia, especialmente respecto a la importancia de la atención y las influencias en el desarrollo intelectual.
De la amplia variedad de campos que Binet abarcó durante sus investigaciones y publicaciones, las más conocidas de sus aportaciones fueron las relativas al estudio de la inteligencia.
Estas contribuciones hacen que sea considerado como uno de los pilares de la psicología diferencial. Junto con Victor Henri publicó un artículo en 1895 (La psycologie individuelle) en el que presentaba esta naciente disciplina y proponían su objeto de estudio.
Estos trabajos tuvieron influencia sobre Jean Piaget, quien en 1920 llegó a estudiar con el antiguo colaborador de Binet, Théodore Simon.

### El test Binet-Simon
En 1899, la Société Libre pour l'Etude Psychologique de l'Enfant ofreció a Binet pasar a formar parte de ella. En esa época, el gobierno francés promulgó una ley que ordenaba la escolarización obligatoria de todos los niños entre los 6 y los 14 años. Los niños llegaban con unos niveles de formación ampliamente dispares, por lo que la clasificación de los mismos según su edad resultaba demasiado ineficaz. Esta sociedad psicológica para el estudio de los niños esperaba poder estudiar el caso de una forma científica. Binet, junto con otros miembros de la sociedad, fueron asignados a una comisión para la educación de estudiantes retardados por el gobierno francés, el cual les pidió crear alguna forma mecánica de identificar alumnos que necesitarían una educación especial. Binet comprobó que no se podía evaluar la inteligencia midiendo atributos físicos, como el tamaño del cráneo (frenología) o la fuerza con que se aprieta al cerrar el puño. Por ello, rechazó el método biométrico defendido por Sir Francis Galton, proponiendo un nuevo método de ejecución en el cual la inteligencia se calculara sobre la base de la correcta ejecución de tareas que exigían comprensión, capacidad aritmética y dominio del vocabulario.
La línea central de investigación de Binet pasa a ser la elaboración de un test capaz de diferenciar aquellos alumnos cuyas capacidades les permitirían adaptarse al sistema educativo normal de aquellos que necesitarían un refuerzo extra, señalando además las carencias de los mismos. En 1903, Binet publicó L'Etude experimentale de l'intelligence (Estudios Experimentales sobre la Inteligencia), donde explicaba los problemas que presentaba establecer las diferencias entre los niños aventajados y los retrasados y los métodos empleados para evaluar sus diferencias.
Esta publicación no tardó en dar paso a nuevas investigaciones y a la aparición de más test, esta vez contando con la colaboración de su antiguo alumno, el joven psiquiatra Théodore Simon, a quien había nombrado ya hacía algún tiempo su asistente en las investigaciones. Juntos, trabajaron en la elaboración de test para medir la edad mental, hasta que en 1905 publican su primera escala Binet-Simon, que revisarían en 1908, desechando, modificando y añadiendo nuevos test y adaptando las exigencias de éstos y la escala para poder aplicarla a niños de 3 a 13. Para crear el estándar inicial de la escala tomaron 50 alumnos (10 distribuidos en 5 grupos de edades) seleccionados por sus profesores como estudiantes medios.
La escala consistía en treinta tareas de complejidad creciente. Las más fáciles podían ser resueltas por todos los niños, incluso aquellos que presentaban un retraso severo. Consistían en tareas sencillas como seguir una luz con los ojos o mover las manos siguiendo las instrucciones del examinador. Las tareas un poco más difíciles requerían que los niños señalasen partes del cuerpo que el examinador fuese nombrando a la mayor brevedad, hacer cuentas atrás de 3 en 3 dígitos, repetir frases y definir palabras comunes como casa, tenedor o madre. Tareas más complicadas eran pedir a los niños establecer las diferencias entre dos objetos, reproducir dibujos de memoria, o construir frases a partir de grupos de tres palabras, como "París, río y fortuna". Las más complicadas de la prueba consistían en hacer repetir a los niños secuencias aleatorias de 7 dígitos al revés, encontrar tres rimas para una palabra determinada y responder a preguntas de tipo: "Mi vecino ha estado recibiendo visitas bastante extrañas últimamente. Le han visitado un médico, luego un abogado y por último un cura. ¿Qué puede estar ocurriendo?".
Tras contrastar los resultados de las pruebas, la puntuación llevada a la escala Binet-Simon revelaría la edad mental del niño, un concepto utilizado para determinar de forma práctica el lugar que debía ocupar en el sistema educativo. Por ejemplo, un niño de 6 años que pase las pruebas correspondientes a su edad, pero no más, presentará una edad mental de 6 años. Si además de las de su edad puede avanzar sobre las más complejas, el niño demostrará una edad mental superior a la que le corresponde, y, por tanto, presentará un desarrollo intelectual precoz. Si, por el contrario, no consigue alcanzar las pruebas correspondientes a la media de su edad, indicará que el niño posee una edad mental inferior a la correspondiente, es decir, no ha alcanzado el nivel de desarrollo intelectual acorde con su desarrollo físico, y, por tanto, presentará algún tipo de retraso (mensurable en función de las pruebas no superadas) que deberá ser complementado con una educación especial que refuerce sus carencias.
Binet fue franco con respecto a los límites de su escala. Era consciente de que las diversas clases de inteligencia no podían ser estudiadas con precisión de forma cuantitativa, tan solo podían ser apreciadas cualitativamente. También remarcó que el desarrollo intelectual progresivo se veía en cierta medida influenciado por el ambiente (como pudo observar en la similitud de resultados entre niños de ambientes semejantes; los niños de familias acomodadas solían presentar una edad mental superior a la de los niños de los suburbios), no era solo una cuestión genética, y que, en consecuencia, los retrasos en el mismo podían ser reforzados y reparados.
Binet publicó la tercera revisión de la escala Binet-Simon justo antes de morir en 1911, pero aún no estaba completa. De no ser por su repentina muerte a causa de un derrame cerebral, seguramente habría continuado revisando la escala. Esta tuvo muy buena acogida, principalmente porque resultaba fácil de aplicar y podía terminarse en un breve lapso de tiempo, lo cual la hacía muy pragmática.

## El legado de Binet
Mientras Binet desarrollaba su escala mental, la administración y las instituciones educativas de Estados Unidos se planteaba la manera de afrontar la diversificación poblacional que estaba teniendo lugar y, al tiempo, seguir respondiendo a las necesidades de la sociedad. Surgió entonces una preocupación por parte de las clases pudientes y acomodadas por el devenir a un sistema basado en la mediocridad.
En 1908, Henry Herbert Goddard, una personalidad en el movimiento eugenista de la época, encontró utilidad en medir el desarrollo intelectual mediante test como prueba para demostrar científicamente la superioridad de la raza blanca. Tras estudiar en el extranjero, Goddard llevó la escala Binet-Simon a Estados Unidos y la tradujo al idioma inglés.
Siguiendo el movimiento sobre los test comenzado por Goddard en Estados Unidos, el catedrático de la Universidad de Stanford Lewis Terman intentó utilizar la escala establecida por Binet, pero descubrió que las normas sobre la edad desarrolladas en París no se adecuaban bien a los estudiantes de California y que debía adaptar el test al estándar americano. Revisó el test y perfiló algunos elementos originales, agregó otros, estableció normas nuevas sobre la edad y amplió el extremo superior del rango del test para que no llegara solo hasta los adolescentes. Su revisión recibió el nombre de escala Stanford-Binet.
Terman promovió el uso de los test de inteligencia como forma de tener en cuenta las diferencias de los niños en cuanto a dones naturales al evaluar su capacidad vocacional. Pero la nueva función que en realidad le dio a los test de inteligencia fue la de "desalentar la procreación anormalmente prolífica de determinados grupos étnicos". Previó que el uso de los test terminaría a la larga reduciendo la debilidad mental, el crimen, la pobreza extrema y la ineficacia en la industria" .
Binet jamás habría aceptado que tras su muerte en 1911 el test que diseñó como una guía práctica para identificar a niños con aprendizaje lento que necesitaban ayuda especial pronto sería utilizado como una medición numérica de la inteligencia heredada y condenó duramente en vida a aquellos que con su "pesimismo brutal" y "deplorables juicios" promovían el concepto de inteligencia como un constructo unitario" , una característica singular cuantificable como la altura o el peso en lugar de una capacidad abstracta y múltiple.
A pesar de todo, el uso del test de inteligencia del que fue precursor se ha convertido en una importantísima herramienta en el campo de la educación, y, en la actualidad, su función es, en esencia, la que Binet siempre pretendió dar a su escala, la de ayudar a niños que necesiten un refuerzo especial y la de estimular a aquellos con un desarrollo intelectual fuera de lo común.
En 1917, la Société Libre pour l'Etude Psychologique de l'Enfant a la que Binet había pertenecido en vida y que en la que dio lugar a sus test cambió su nombre a La Societe Alfred Binet.
En 1984, la revista Science incluyó a la escala Binet-Simon entre las invenciones más significativas del siglo XX.
También estudió las conductas sexuales y acuñó el término de fetichismo erótico, para describir a aquellos individuos que presentaban intereses sexuales por objetos, como la ropa, etc.

## Publicaciones
- La psychologie du raisonnement; Recherches expérimentales par l'hypnotisme (1886).
- Perception intérieure (1887).
- Etudes de psychologie expérimentale (1888).
- Les altérations de la personnalité (1892)
- Introduction à la psychologie expérimentale (1894; con coautores).
- On Double Consciousness (1896).
- La fatigue intellectuelle (1898; con Henri).
- La Suggestibilité (1900).
- Etude expérimentale de l'intelligence (1903).
- L'âme et le corps (1905).
- La graphologie: Les révélations de l'écriture d'après un contrôle scientifique (1906).
- Les enfants anormaux (1907; con Simon).
- Les idées sur les enfants (1900).